# Siliana (stad)
Siliana is een stad in Tunesië en is de hoofdplaats van het gelijknamige gouvernement Siliana.
Bij de volkstelling van 2004 telde Siliana 24.243 inwoners.

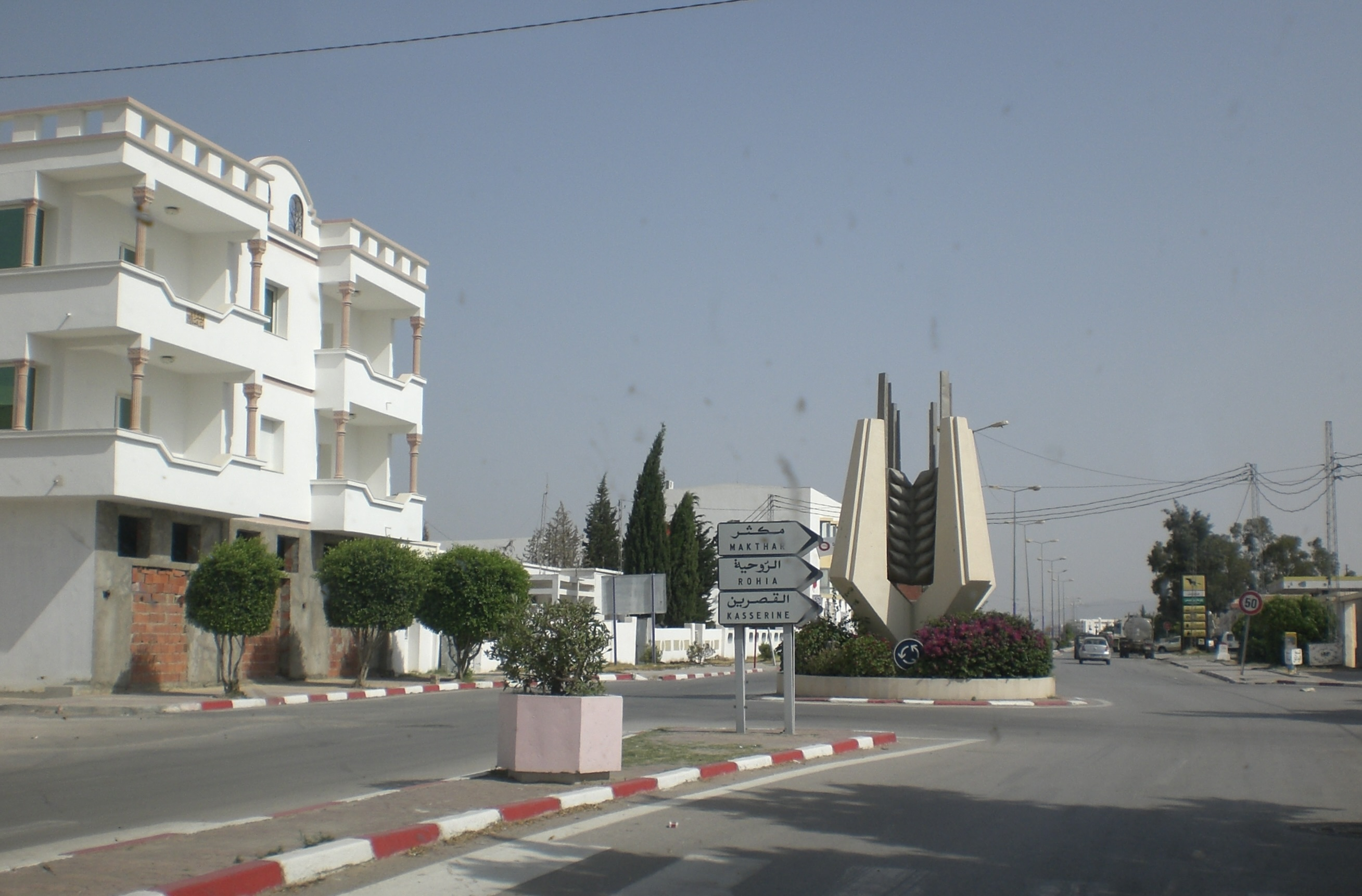
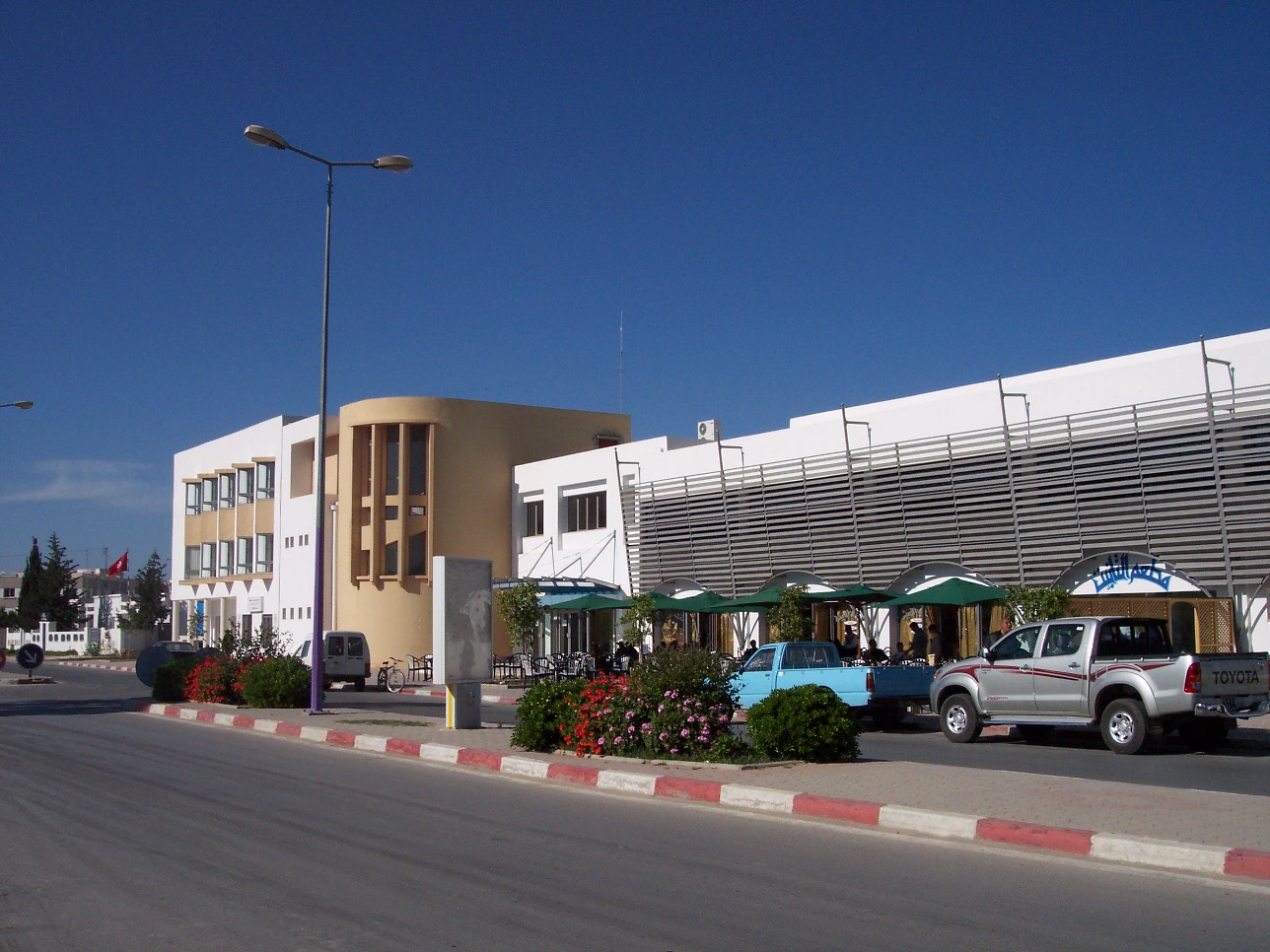